# Lilit
Den här artikeln handlar om den mytologiska figuren Lilit. För romanen, se Lilith (roman). För den feministiska tidskriften Lilith, se Lilith (tidskrift).
Lilit (hebr. לילית Lilith, akkadiska līlītu, av den semitiska konsonantroten LYL natt), kvinnlig mesopotamisk natt-demon som förekommer i judisk mytologi och som även omnämns i ett fåtal översättningar av Bibeln. Lilit hemsöker enligt vissa myter spädbarn (enligt mesopotamisk tradition pojkar och enligt judisk mytologi spädbarn av båda könen) men i vissa andra myter besöker hon singelmän nattetid i männens drömmar.

## Lilit i Gilgamesh-eposet
Första gången nämns Lilit i en text som hör samman med Gilgamesh-eposet; inte i själva eposet, men i en dikt som beskriver hur gudinnan Inanna hindras från att skörda Huluppu-trädet eftersom Lilit, Zu-fågeln och en odödlig orm intagit det. Dikten ses som helt avgörande för att förstå Gilgamesh-eposets tolfte kapitel och inlemmas därför ofta i eposet trots att den egentligen är ett sidoverk. Dikten dateras till cirka 2000 f.Kr., men är antagligen betydligt äldre än så eftersom dess stil antyder att berättelsen kommer från en muntlig tradition.
I dikten nämns Lilit som ödslighetens jungfru. Efter att hjälten Gilgamesh besegrat den odödliga ormen och drivit Zu-fågeln på flykten rev han ned Lilits hus och fördrev henne till de ödsliga platser som hon enligt berättelsen var van vid att hemsöka.

## Lilit i Bibeln
Lilit nämns endast två gånger i Gamla Testamentet, i Jesaja och i Job.
I Jesaja sägs: 
"Det blir ett tillhåll för ökendjur och hyenor, en plats där gastar möts. Där håller också Lilit till och finner en plats att vila." Jes. 34:14 (Bibel 2000)
I septuaginta översätts Lilit som Lamia. I engelska King James bibel och i den svenska folkbibeln, liksom i de flesta andra översättningar av betydelse, har man valt att översätta Lilit som tornuggla, för att passa in i sammanhanget av ökendjur och hyenor.
Lilits namn förekommer även i Job 18:15, men den masoretiska bibeltexten anses här vara otydbar. I 1917 års svenska bibelöversättning, liksom i de flesta andra tidigare översättningar av betydelse, utelämnades Lilit ur Job, men i Bibel 2000 har man valt att inkludera henne. 
"Lilit intar hans hem, svavel sprids över platsen där han bott." Job 18:15 (Bibel 2000)

## Lilit i judisk mytologi
I judisk mytologi spelar Lilith en framträdande roll. Allra närmast förknippas hon med födsel och spädbarnsdödlighet. I äldre texter, som den judiska bibeln, omnämns hon som en bifigur utan någon förklaring till hennes bakgrund. Precis som i sammanhanget av Gilgamesh-eposet kan detta tolkas som att hon redan var välkänd från en muntlig berättartradition. Det sägs också att Lilit var Adams första hustru, men hon var precis som Adam självständigt formad ur lera av Gud och välsignad med den fria viljan. Så när hon vägrade lyda Adams order ersattes hon av Eva som formades av Adams revben och inte fick en fri vilja.

### Ben Siras alfabet, cirka 600 e.Kr.
I den medeltida texten Ben Siras alfabet, uppfattas Lilit som Adams första hustru. Enligt denna tradition skapades hon av Jahve långt före Eva som en helt självständig varelse. Eftersom Gud skapat henne av jord, precis som Adam, menade hon att hon var jämlik honom och när han ville ha samlag med henne vägrade hon att ligga underst och därmed underordna sig honom. Självrådig svek hon snart Adams önskan och uttalade Guds namn, Jehova eller Jahve, (vilket är tabu inom judendomen), och flög iväg.
Efter att Lilit flugit iväg berättade Adam detta för Gud i en bön. Gud skickade då tre änglar för att hämta tillbaka henne, och uttalade att ifall hon inte återvände till Adam skulle hundra av hennes barn, lilim, dö varje dag. En av Lilits döttrar (som också hette Lilit) blev demonen Asmodeus' maka. De tre änglarna förföljde henne och hann ikapp henne ovanför Röda havet. Hon vägrade dock att vända tillbaka med dem. De hotade med att dränka henne i havet. Hon sade åt dem att lämna henne, och förklarade att alla spädbarn, i åtta dagar från födseln om de var pojkar och 22 dagar från födseln om de var flickor, tillkom henne, men att hon lovade att skona dem ifall de bar amuletter med änglarnas namn.

## Lilit i svensk folktro
I svensk folktro sägs det att från Lilit ska övernaturliga väsen som tomtar och skogsrået ha härstammat. Andra religioner tror att Lilit skickades ner till helvetet och där gifte sig med Lucifer som var en ängel som blivit störtad från himlen.
I svensk mytologi betraktas hon ibland även som Maran, som hemsöker sovande och ger dem mardrömmar.

## Lilit i populärkulturen
Lilit används på många olika sätt i populärkulturen idag. Oftast är det hennes barn, lilim, som dyker upp i form av häxor, succubor, demoner och liknande. I C.S. Lewis klassiska barnbok Häxan och lejonet omnämns Lilit exempelvis som den centrala antagonistens, den vita häxans, anmoder.
I manga och anime är Lilit en återkommande gestalt. Ofta används hon i dessa sammanhang på ett sätt som strider mot hur hon framställs i mytologin. I serien Neon Genesis Evangelion, är det hon och inte Eva som är moder till mänskligheten, och i serien Megami Paradise framställs hon till och med som ljusets gudinna.
Lilith Adams första hustru  av Anita Gustavsson bygger på myterna om Lilith.
Darkly, Darkly, Venus Aversa är ett konceptalbum baserat på Lilit av det brittiska extremmetalbandet Cradle of Filth.
Genesis konceptalbum The Lamb Lies Down on Broadway innehåller en sång om Lilith - Lilywhite Lilith.
I TV-serien Supernatural är karaktären Lilith en demon med vita ögon, som anses vara den första demon som någonsin skapats (vilket därmed innebär att hon var människa innan dess).
Lilith är en återkommande figur i datorspelsserien Megami Tensei, främst i delarna Shin Megami Tensei, Shin Megami Tensei if... och Shin Megami Tensei IV.
Novellerna av Richard A. Knaak och Diablo IV och  från 2023 handlar om Liliths återkomst.